# Al-Arabiya

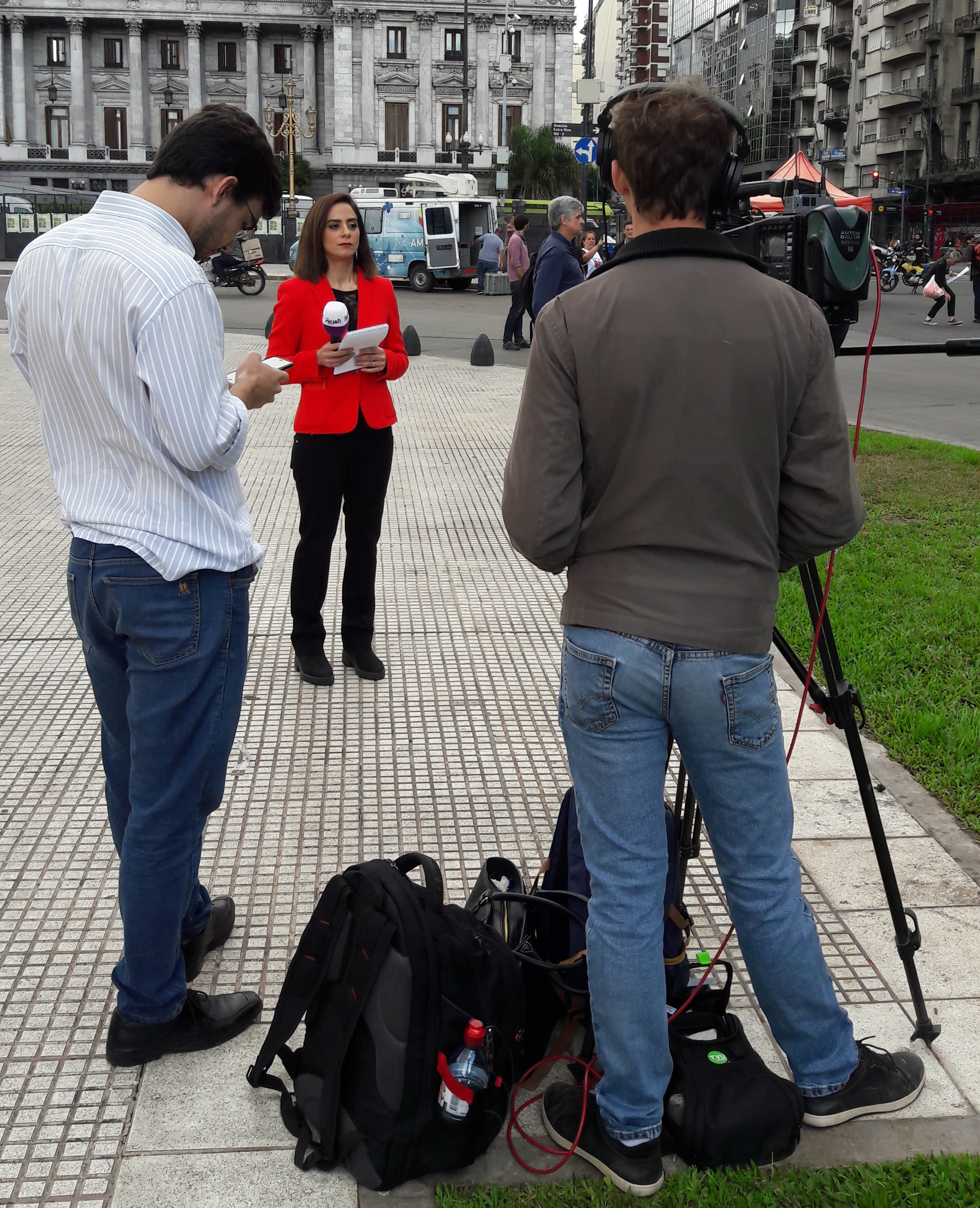
Reportera de Al-Arabiya en Buenos Aires.

Al-Arabiya (en árabe: قناة العربية‎ qanát al arabýa) es un canal de televisión en lengua árabe que transmite noticias las 24 horas continuas de Dubái, Emiratos Árabes Unidos. Fue establecido el 3 de marzo de 2003, siendo propiedad de la cadena de televisión Middle East Broadcasting Center (MBC), y otros inversionistas árabes. Al-Arabiya, al igual que su competidora Al Jazeera, llega ocasionalmente a emitir declaraciones en vídeo de distintas organizaciones militantes.

## Cobertura de conflictos
La cadena compite directamente con Al-Yazira y, al igual que ésta, se ha ocupado intensamente de los conflictos surgidos en distintos países del mundo árabe entre fines de 2010 y principios de 2011 (Revolución egipcia, Revolución tunecina, etc).
Durante la ocupación estadounidense de Irak, su oficina de Bagdad fue varias veces clausurada por la administración de Paul Bremer.  
En 2009, las autoridades iraníes cerraron temporalmente la oficina de Al-Arabiya en Teherán, cuando ésta cubría las protestas postelectorales de los seguidores del reformista Mir Hossein Mousavi.

## Críticas y controversias
La cadena mantiene una línea editorial equilibrada entre las visiones pro occidentales y panárabes. Sin embargo, ha recibido críticas en el mundo árabe por ser "pronorteamericana". También se la cuestiona por ser crítica con muchos gobiernos de Medio Oriente pero complaciente con los gobernantes de Arabia Saudita, país dónde se halla la empresa matriz. También se señala que padece la censura de la monarquía y que un documental de la familia real saudita fue cancelado por órdenes directas del rey Abdullah.